# Carme Rams
María del Carmen Rams Margalef (Amposta, 5 de febrero de 1948 - Tarragona, 11 de agosto de 2021), más conocida como Carme Rams, fue una jugadora de balonmano española que actuaba de primera línea en el Atlético de Madrid y el Rancho Castelldefels y la selección española.

## Trayectoria
Una de las pioneras del balonmano femenino español, no fue ese deporte el primero en el que desarrolló su carrera deportiva, sino el voleibol. Jugando con el Medina de Barcelona se proclamó campeona de España y llegó a ser internacional absoluta.
Pero fue como jugadora de balonmano cuando destacó como deportista: 40 internacionalidades absolutas y 27 goles con la selección española, de la que fue capitana durante ocho años, 3 ligas consecutivas con el Atlético de Madrid en 7 temporadas, 2 subcampeonatos de la máxima competición española y 1 Copa de la Reina con el Rancho Castelldefels, club en el que se retiró en 1981. Jugó, además, dos temporadas de la Copa de Europa. 
Con la selección disputó un Mundial B (Berlín 1977), se proclamó subcampeona de los Juegos Mediterráneos de Split en 1979 (de la que guardaba un gran recuerdo, además de enfrentarse a la Federación a cuenta del entrenador que habían designado para el combinado nacional) y fue nombrada mejor jugadora española en dos ocasiones, en los años 1975 y 1976. 
El año siguiente, en 1977, recibió la medalla al mérito en balonmano de la Federación Española; en 1978 la insignia de oro y brillantes del Atlético de Madrid y, en 1999, el premio como jugadora pionera del siglo XX de la federación catalana.
Una vez retirada formó parte de la directiva de la Real Federación Española de Balonmano en la época que la presidió Roberto Tendero.

## Títulos y galardones

### De clubes
- 1 x Copa de España de voleibol (1970/71)
- 3 x División de Honor española de balonmano (1975/76, 1976/77, 1977/78)
- 1 x Copa de la Reina de balonmano (1981)

### Con la selección
- 1 x  Medalla de plata en los Juegos Mediterráneos (1979)

### Galardones individuales
- 2 x Mejor jugadora española (1975, 1976)
- Medalla al Mérito de la Federación Española de Balonmano (1977)[5]
- Insignia de oro y brillantes del Atlético de Madrid (1978)
- Premio jugadora pionera del siglo XX de la Federación Catalana de Balonmano (1999)

## Datos biográficos
Se distinguía por jugar con una cinta en la cabeza. Exprofesora de educación física, estaba vinculada al Club Tennis Tarragona. Viuda de Ramón Sicart Polo, entrenador del equipo de fútbol del Nastic de Tarragona desde la temporada 1986/87 a la 1989/90. Murió tras una larga enfermedad. 
Fue una de las portadoras de la bandera de los Juegos Mediterráneos de Tarragona en 2018, dónde compartió honor con Santiago Esteva, Albert Duch, Bito Fuster, Jesús Ángel García Bragado y Sylvia Fontana.